# Partit del Treball de Corea
El Partit del Treball de Corea (coreà: 조선로동당) (McCune-Reischauer: Chosŏn Rodongdang) és el partit governant de la República Popular Democràtica de Corea. La ideologia Juche, el Songun i la filosofia de Kim Il-sung i Kim Jong-il vertebren el partit.

## Història

### Antecedents
El primer partit comunista coreà va ser fundat a Xangai l'any 1921 per un petit grup d'estudiants liderats per en Yi-tong, el qual ja va intentar organitzar un partit socialista a Khabarovsk (Rússia). Al mateix temps, una secció coreana del Partit Comunista de la Unió Soviètica es va organitzar a Irkutsk (Rússia). El grup de Xangai i el grup d'Irkutsk van intentar unir-se, però aviat es van dividir en faccions rivals i es van acabar desintegrant.
El segon partit comunista de Corea va ser fundat el 1925 per coreans rebels que havien escapat a la Unió Soviètica des de les seves terres ocupades per l'Imperi del Japó. El govern d'ocupació havia proscrit els partits comunistes sota la Llei de Preservació de Pau. Els primers líders del partit van ser Kim Yong-bom i Pak Hon-yong, Kim Il-sung va entrar al partit l'any 1931. El Partit, en aliança amb el Partit Comunista de la Xina, va realitzar diverses operacions de guerrilla a les muntanyes de l'actual Corea del Nord contra els japonesos. Kim Il-sung va ser un dels líders d'aquesta guerrilla. Pak Hon-yong, aleshores líder del partit comunista, havia estat capturat pels japonesos però havia estat molt actiu a Seül, de manera que la Unió Soviètica va intentar contactar amb ell.
Kim Il-sung s'havia traslladat a la Unió Soviètica, i va arribar a ser capità de l'Exèrcit Roig Soviètic. El seu batalló va arribar a Pyongyang just quan les forces soviètiques estaven buscant una persona competent per a dirigir la construcció d'un partit comunista a Corea. Kim Il-sung tanmateix fou un candidat ideal per al càrrec.
L'Exèrcit Roig va alliberar Corea del Nord de l'Exèrcit Imperial Japonès l'agost de 1945. La majoria de membres del Partit Comunista de Corea estaven al sud, que havia estat ocupat pels Estats Units, per tant hi havia pocs quadres comunistes a la zona soviètica. La pràctica dels soviètics a la majoria dels països ocupats després de la Segona Guerra Mundial va ser donar suport a la creació de partits comunistes per implantar en els diferents països de l'òrbita soviètica règims marxistes-leninistes. Això era inicialment molt difícil a Corea del Nord, degut a l'escassa presència de militants comunistes a dins del país. Els soviètics tanmateix van promoure la tornada al país de comunistes exiliats, que van tornar a Corea en finalitzar la Segona Guerra Mundial, així com a ciutadans coreans que s'havien nacionalitzat soviètics.

### Fundació i primers anys (1945-1953)
El 13 d'octubre de 1945 es va establir un Buró Polític nord-coreà del Partit Comunista de Corea. El primer líder va ser Kim Yong-bom, que havia estat enviat a Corea pel govern soviètic als anys 30 per coordinar les activitats de la resistència contra l'ocupació japonesa. Tanmateix, la secció nord-coreana va restar subordinada al Comitè Central del PCC, que estava llavors liderat per Pak Hon-yong.
Dos mesos més tard, Kim Yong-bom va ser reemplaçat del seu càrrec de President de la secció nord-coreana per Kim Il-sung. A la primavera de 1946 l'organització es va transformar en el Partit Comunista de Corea del Nord, continuant Kim Il-sung com a líder del mateix, i s'impulsaria el Front Democràtic Nacional de Corea del Nord com a front popular liderat pel partit, seguint l'estratègia de l'òrbita comunista.
El nou Partit Comunista de Corea del Nord aviat s'unificaria amb la secció nord-coreana del Nou Partit Popular de Corea, format per comunistes coreans exiliats a la Xina, per establir el Partit dels Treballadors de Corea del Nord. Al seu primer Congrés celebrat entre el 28 i el 30 d'agost de 1946, s'escolliria a Kim Tu-bong, líder del NPPC, com a President del nou partit, mentre que Kim Il-sung en seria el vicepresident.
El PTCN assumiria un paper essencial en la formació definitiva de la República Popular Democràtica de Corea, aprovant la seva constitució en una sessió especial de l'Assemblea Suprema el 28 d'abril de 1948, i escollint a Kim Il-sung com a cap de govern amb Kim Tu-bong al capdavant del poder legislatiu. Un any més tard, el 24 de juny de 1949, s'unifiquen el Partit dels Treballadors de Corea del Nord i el Partit dels Treballadors de Corea del Sud per a formar el nou Partit del Treball de Corea.
Al 1950 les creixents tensions entre els governs del Nord i del Sud van desembocar en la Guerra de Corea quan el 25 de juny de 1950 l'Exèrcit Popular de Corea va creuar el paral·lel 38, que actuava de frontera, atacant a les forces sud-coreanes en direcció a Seüla l'Operació Pokpung. L'operació inicial va ser un èxit aclaparador, les forces nord-coreanes van entrar a la capital només tres dies més tard, penetrant en la península fins a l'estabilització del front al perímetre de Pusan, ajudats per l'exèrcit nord-americà.

Al setembre del mateix any l'exèrcit nord-americà i de les Nacions Unides aconsegueixen una victòria estratègica a la Batalla d'Inchon, provocant un canvi decisiu en la guerra que facilitaria l'ofensiva de Pusan i una contraofensiva generalitzada. L'èxit dels aliats els portaria de nou al paral·lel 38, enviant Corea del Nord amb la intenció d'unificar l'illa sota control de Syngman Rhee. L'atac i ràpid avanç aliat van provocar al seu torn la intervenció de la Xina, que organitzaria un Exèrcit Popular de Voluntaris. Les forces xineses i nord-coreanes aconseguirien recuperar terreny amb el retrocés aliat fins al paral·lel 38, on s'estabilitzaria el front durant mesos. La guerra va continuar fins al 27 de juliol de 1953, quan el Comitè de les Nacions Unides, els voluntaris de la República Popular de la Xina i el govern de Corea van signar l'armistici, establint la Zona desmilitaritzada de Corea.

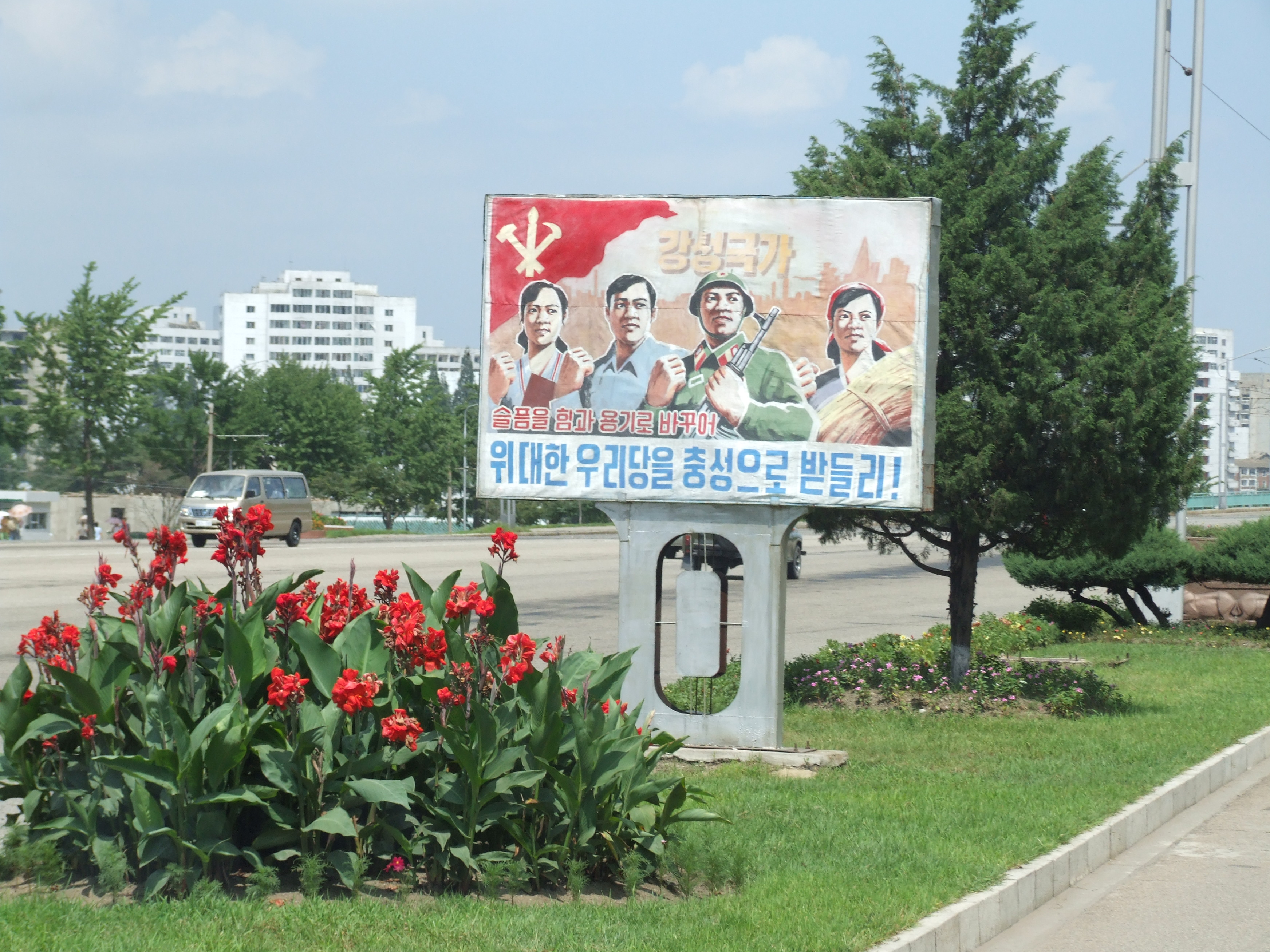
Cartell de propaganda del PTC

Al voltant d'aquesta època, al Partit es podien distingir fins a quatre faccions: la facció soviètica, formada pels nord-coreans afins a les tesis de Moscou, la facció domèstica formada pels coreans que mai van deixar el país, la facció xinesa, formada pels nord-coreans simpatitzants de Xina, i la facció de la resistència, liderada per Kim Il-sung, facció formada pels membres de les guerrilles actives a Manxúria després de la seva ocupació per part del Japó l'any 1931.

### Consolidació del poder de Kim Il-sung (1953-1980)
Després de la Guerra de Corea, el partit es va centrar en la recuperació i reconstrucció del país. Tant en termes per càpita com en termes absoluts, Corea del Nord va ser el país més devastat per la guerra, resultant la mort del 12-15% de la població i la destrucció de la majoria de poblacions. El govern de Corea del Nord signaria acords de cooperació econòmica i cultural amb la Unió Soviètica i la Xina, que liderarien les ajudes internacionals per a la recuperació del país. Així, Corea del Nord rebria prop de 900 milions de rubles: 292.5 milions de la Unió Soviètica, 258.4 de la Xina o 122.7 de la RDA.
A finals dels anys cinquanta, amb la desestalinització i l'estratègia de Coexistència pacífica que va impulsar Nikita Khrusxov, allunyarien als nord-coreans de Moscou, alineant-se amb la Xina en l'anomenada Ruptura sinosoviètica. Com a conseqüència, la Unió Soviètica suspendria tota ajuda i col·laboració amb Corea del Nord, que veuria minvada la seva capacitat industrial i militar. Posteriorment, el govern també va atacar la Revolució Cultural maoista, considerada com a "oportunisme d'esquerres" i manifestació trotskista, refredant relacions amb la Xina.

Davant l'aïllament de Corea del Nord i en plena consolidació del poder part part de Kim Il-sung, aquest va desenvolupar als anys seixanta el Pensament Juche, una variant nacionalista i antirrevisionista del marxisme-leninisme. En aquest context, Kim i la seva facció depurarien el partit, expulsant els blocs soviètic, maoista i nacional. Alhora, reforçaria el nepotisme i control tant del partit com de l'administració per part de familiars i col·laboradors, garantint l'estabilitat interna. D'aquesta manera, Kim Il-sung promouria la figura del seu fill Kim Jong-il, que seria declarat successor al 6è Congrés del Partit.

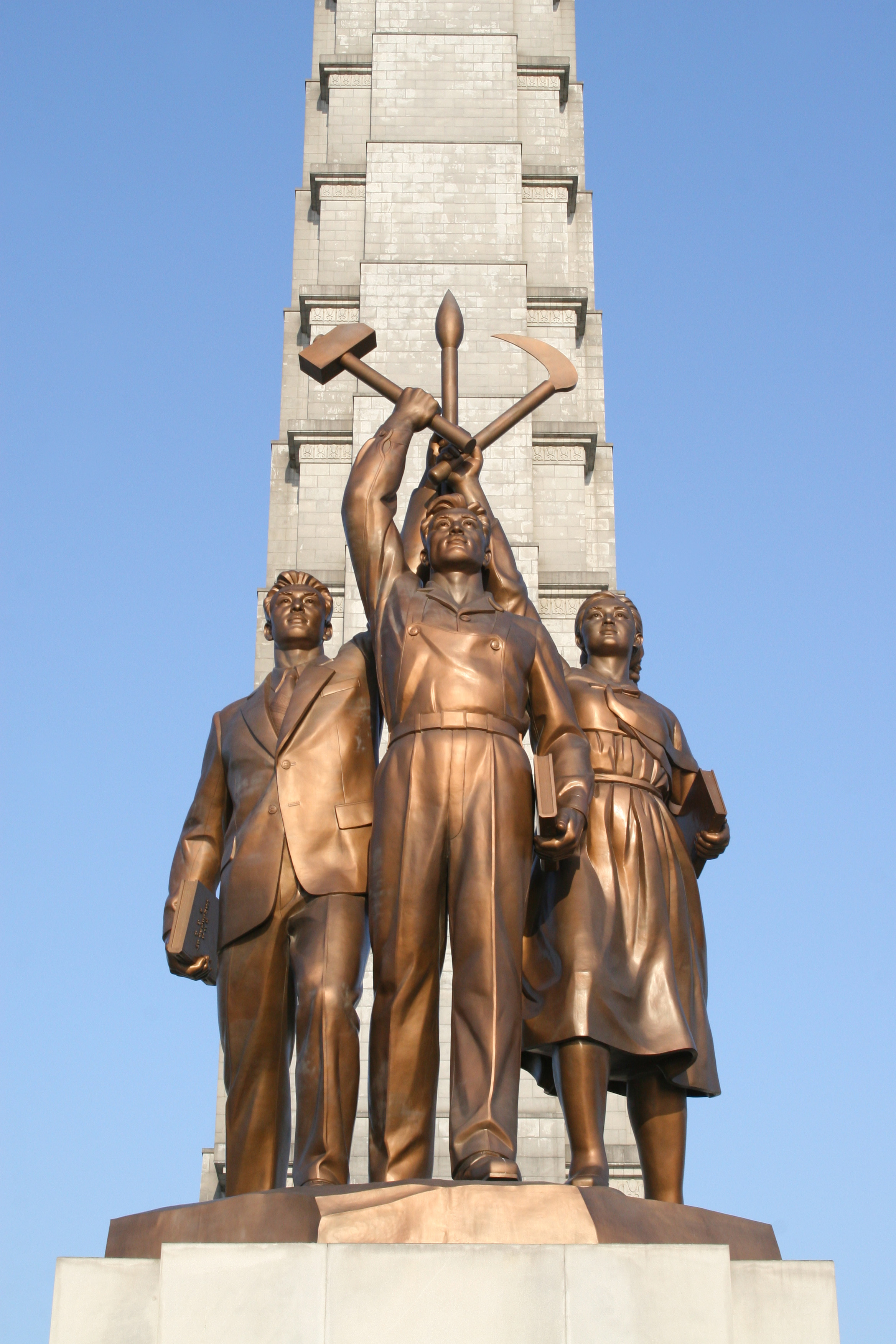
Monument del Partit del Treball.

### Govern de Kim Jong-il (1980-2011)
Amb el nomenament de Kim Jong-il, el poder es va centralitzar encara més en la família Kim, que va saber però, evitar un ràpid canvi generacional, realitzant una progressiva renovació dels òrgans administratius i militars, evitant provocar tensions internes, especialment durant els anys noranta. En aquells anys el país viuria una greu crisi econòmica fruit de l'ensorrament de la majoria del bloc socialista, que provocaria un canvi de model impulsat per Kim Jong-il. Aquest criticaria la manca de control de l'economia per part del Partit, que a diferència d'altres països comunistes no tenia un paper preponderant en la vida política del país. Així, Kim impulsaria la idea Songun, la qual prioritza els afers militars i el paper de l'Exèrcit Popular en la vida econòmica i social. Una esmena constitucional de 1998 oficialitzaria la redirecció de poder del Partit a l'Exèrcit.
L'any 2010 es celebraria el 3r Congrés del Partit, renovant als membres del Comitè Central, el Secretariat, el Politburó, el Presídium i d'altres òrgans. A més, es designaria a Kim Jong-un, fill de Kim Jong-il, com a successor aparent. Un any més tard, Kim Jong-il moriria d'un atac de cor, obrint una nova etapa.

### Govern de Kim Jon-un (2011-Present)
Després de la mort de Kim Jong-il, l'elit nord-coreana va consolidar la posició de Kim Jong-un; va ser declarat responsable del país quan es va publicar l'informe oficial de la mort del seu pare el 19 de desembre. En anys posteriors Kim seria escollit com a Comandant Suprem, líder del Partit, Mariscal, Primer Secretari del PTC i del Presídium.
Amb el lideratge de Kim Jong-un, el Partit viuria una renovació i recuperació del paper dirigent, celebrant el seu 7è Congrés al 2016, on seria nomenat President. En aquest s'aprovaria el primer Pla Quinquennal des dels anys vuitanta, i s'impulsaria una nova estratègia per substituir el poder dels militars. Així, al 8è Congrés celebrat al gener de 2021 Kim rebria el títol de Secretari General, en substitució del de President, i consolidaria el canvi de l'estratègia Songun per la política de "la gent primer", reduint els delegats militars i revitalitzant les idees i terminologia comunista.

## Resultats electorals

### Eleccions legislatives
| Any  | Líder       | Escons      | +/–         | Pos.        |
| ---- | ----------- | ----------- | ----------- | ----------- |
| 1948 | Kim Il-sung | 157 / 572   | 157         | 1r          |
| 1957 | Kim Il-sung | 178 / 215   | 21          | = 1r        |
| 1962 | Kim Il-sung | 371 / 383   | 193         | = 1r        |
| 1967 | Kim Il-sung | 288 / 457   | 83          | = 1r        |
| 1972 | Kim Il-sung | 127 / 541   | 161         | = 1r        |
| 1977 | Kim Il-sung | Sense dades | Sense dades | Sense dades |
| 1982 | Kim Il-sung | Sense dades | Sense dades | Sense dades |
| 1986 | Kim Il-sung | Sense dades | Sense dades | Sense dades |
| 1990 | Kim Il-sung | 601 / 687   |             | = 1r        |
| 1998 | Kim Jong-il | 594 / 687   | 7           | = 1r        |
| 2003 | Kim Jong-il | Sense dades | Sense dades | Sense dades |
| 2009 | Kim Jong-il | 606 / 687   |             | = 1r        |
| 2014 | Kim Jong-un | 607 / 687   | 1           | = 1r        |
| 2019 | Kim Jong-un | Sense dades | Sense dades | Sense dades |